# Tom et Jerry au billard
Pour plus de détails, voir Fiche technique et Distribution.
Tom et Jerry au billard (Cue Ball Cat) est le 54e court métrage d'animation de la série américaine Tom et Jerry réalisé par William Hanna et Joseph Barbera et sorti le 25 novembre 1950 aux États-Unis.